# Jürgen Setzer

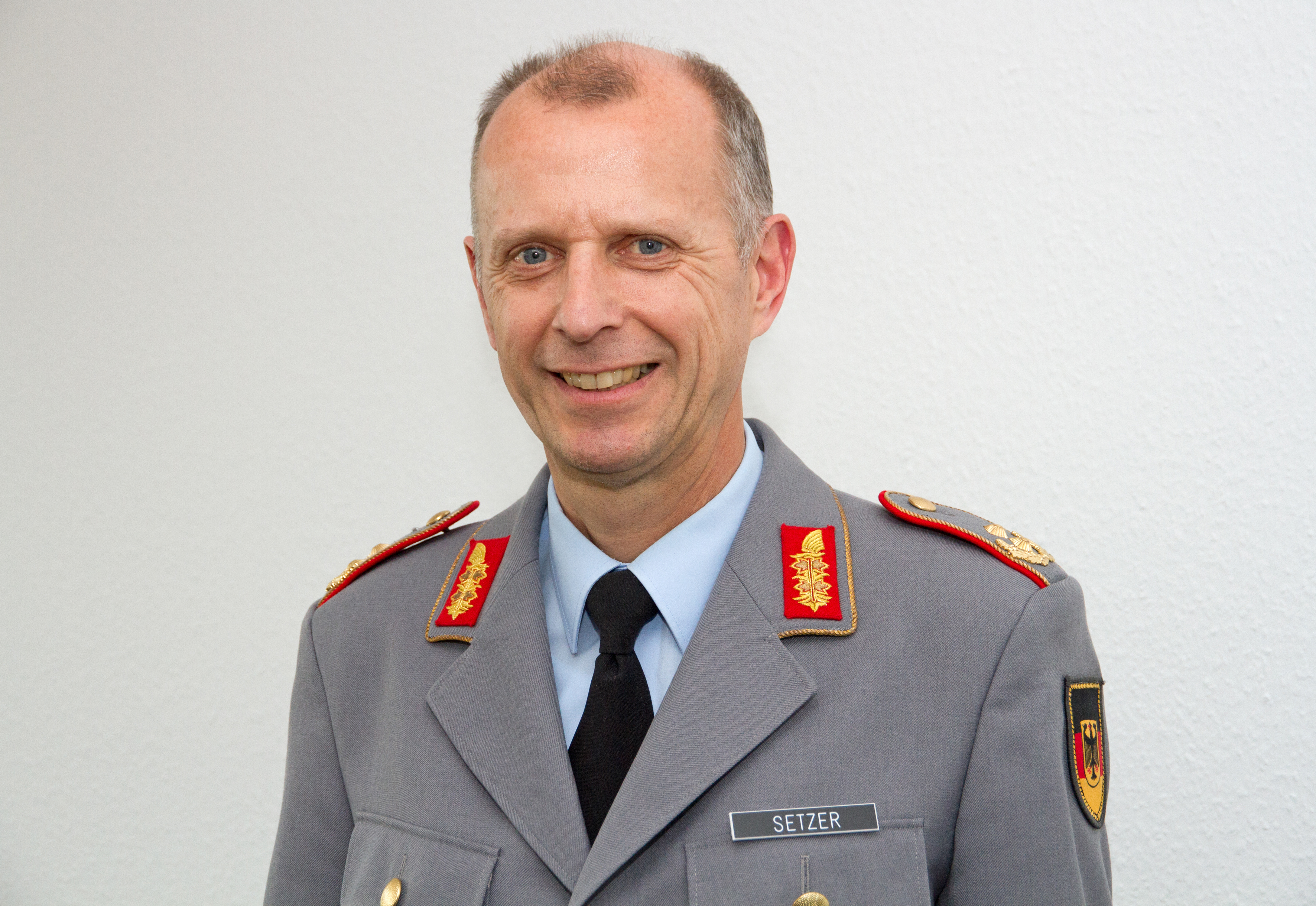
Setzer als Stellvertretender Inspekteur CIR (2018)

Jürgen Jakob Setzer (* 5. Oktober 1960 in Nürnberg) ist ein Generalmajor des Heeres der Bundeswehr und seit April 2018 Stellvertreter des Inspekteurs im Kommando Cyber- und Informationsraum in Bonn sowie Chief Information Security Officer der Bundeswehr (CISOBw).

## Militärische Laufbahn

### Ausbildung und erste Verwendungen
Setzer trat zum 1. Juli 1980 als Soldat auf Zeit in den Dienst der Bundeswehr und absolvierte bis 1981 seine Offizierausbildung im Jägerbataillon 541 in Neuburg an der Donau. Von 1981 bis 1984 folgte das Studium der Informatik an der Universität der Bundeswehr München, welches er als Diplom-Informatiker abschloss. Während dieser Zeit wurde er 1983 zum Leutnant befördert.
Nach dem Studium war Setzer bis 1992 beim Panzergrenadierbataillon 562 als Zugführer, Nachrichtenoffizier (S2) und schließlich als Kompaniechef eingesetzt. Während dieser Zeit wurde er zweimal befördert, 1986 zum Oberleutnant und 1989 zum Hauptmann.

### Dienst als Stabsoffizier
Von 1992 bis 1994 absolvierte er den Generalstabslehrgang an der Führungsakademie der Bundeswehr in Hamburg und wurde anschließend 1994 zum Major befördert. Von 1994 bis 1996 diente er als Generalstabsoffizier für Logistik (G4) im Stab des II. Korps in Ulm. Im Anschluss daran absolvierte Setzer von 1996 bis 1997 einen Lehrgang am Command and General Staff College in Fort Leavenworth, Kansas, an dessen Ende er zum Oberstleutnant befördert wurde.
Zurück in Deutschland übernahm er von 1997 bis 1999 den Posten des Leiters der Generalstabsabteilung 3 (G3; Operationen und Ausbildung) bei der Panzerbrigade 14 in Neustadt (Hessen). Während dieser Zeit war er vom Juni bis zum Dezember 1998 als G3 des Deutschen Heereskontingents der SFOR in Sarajevo eingesetzt. Nach einem halbjährigen Aufenthalt in Deutschland erfolgte abermals ein Auslandseinsatz, diesmal vom Juni bis November 1999 als militärischer Assistent beim stellvertretenden Kommandeur der KFOR in Priština im Kosovo.
Im Jahr 2000 übernahm Setzer mit dem Panzergrenadierbataillon 122 in Oberviechtach ein Truppenkommando. Nach nur einem Jahr wurde er jedoch bereits in das Berliner Bundesministerium der Verteidigung versetzt, wo er als Referent im Planungsstab unter Wolfgang Schneiderhan und danach Franz H. U. Borkenhagen diente. Diesen Posten hatte er bis 2004 inne.
Es erfolgte die Versetzung nach Regensburg, wo Setzer bis 2006 den Posten des G3-Stabsoffiziers der Division Spezielle Operationen unter dem Kommando von Rainer Glatz innehatte. In dieser Verwendung wurde er 2005 zum Oberst befördert. Setzer blieb in Regensburg und war von 2006 bis 2007 Chef des Stabes der Division unter dem Kommando von Hans-Lothar Domröse. Während dieser Zeit war er in einem weiteren Auslandseinsatz, diesmal im Rahmen des 14. Bundeswehrkontingents der ISAF in Afghanistan. Hier war Setzer vom Juli 2007 bis zum Januar 2008 Kommandeur des Provincial Reconstruction Teams (PRT) in Kundus. Vom Februar bis zum November 2008 diente Setzer als Referatsleiter im Führungsstab des Heeres unter der Leitung von Werner Freers im Bonner Verteidigungsministerium.

### Dienst im Generalsrang
Zum 5. Dezember 2008 übernahm Setzer in Fritzlar das Kommando über die Luftbewegliche Brigade 1 und wurde im Jahre 2009 zum Brigadegeneral ernannt. Seit dem 3. Oktober 2009 war Setzer erneut im Auslandseinsatz, diesmal im Rahmen der ISAF in Afghanistan, wo er von Brigadegeneral Jörg Vollmer den Posten des Kommandeurs des deutschen Einsatzkontingents und zugleich den des Regionalkommandeurs Nord (RC North) übernahm. Bereits am 29. November des gleichen Jahres musste er jedoch aus gesundheitlichen Gründen in die Heimat zurückkehren. Das Kommando in Afghanistan übernahm Brigadegeneral Frank Leidenberger.
Das Kommando in Fritzlar gab Setzer im Mai 2011 ab. Er wurde ab dem 6. Mai als Chef des Stabes im Heeresführungskommando in Koblenz eingesetzt. Am 1. Oktober 2012 folgte schließlich die Versetzung zum Kommando Strategische Aufklärung nach Gelsdorf, bei dem er das Kommando übernahm. Am 25. Juni 2013 wurde Setzer zum Generalmajor befördert. Von Dezember 2015 bis März 2018 war er Chef des Stabes im Kommando Streitkräftebasis in Bonn. Diesen Dienstposten übergab Setzer im April 2018 an Brigadegeneral Stefan Linus Fix und ist seitdem Stellvertretender Inspekteur im Kommando Cyber- und Informationsraum und Chief Information Security Officer der Bundeswehr (CISOBw).

### Auszeichnungen
Seine Auszeichnungen umfassen die Einsatzmedaille der Bundeswehr SFOR (1998), die Einsatzmedaille NATO SFOR (1998), die Einsatzmedaille der Bundeswehr KFOR (1999), die Einsatzmedaille NATO KFOR (1999), das Ehrenkreuz der Bundeswehr „Gold“ (2001), die Einsatzmedaille der Bundeswehr ISAF (2008) sowie die Einsatzmedaille NATO ISAF (2008).

## Privates
Setzer ist verheiratet und hat zwei Kinder.